# مقاطعة دولوريس (كولورادو)
مقاطعة دولوريس (بالإنجليزية: Dolores County)‏ هي إحدى مقاطعات ولاية كولورادو غربي الولايات المتحدة الأمريكية.